# Experimento RaLa
El experimento RaLa, o RaLa, fue una serie de pruebas durante y después del proyecto Manhattan diseñado para estudiar el comportamiento de la convergencia de las ondas de choque para lograr la implosión esférica necesaria para la compresión del núcleo de plutonio del arma nuclear. El experimento utilizó cantidades significativas del isótopo radioactivo de corta duración lantano-140, una potente fuente de radiación gamma; RaLa es una contracción de Lantano Radiactivo (su acomodo por las siglas en inglés Radioactive Lanthanum). El método fue propuesto por Robert Serber y desarrollado por un equipo dirigido por el físico experimental italiano Bruno Rossi.
Las pruebas se realizaron con esferas de lantano radiactivo de 1/8 de pulgada (3,2 mm), igual a aproximadamente 100 curies (3.7 TBq) y más tarde 1000 Ci (37 TBq),  localizado en el centro de un dispositivo de simulación nuclear. Las lentes explosivas fueron diseñadas principalmente para el uso de esta serie de pruebas. Aproximadamente unas 254 pruebas se llevaron a cabo entre septiembre de 1944 y marzo de 1962. En su historia del proyecto Los Álamos, David Hawkins escribió: "RaLa se convirtió en el experimento más importante respecto al diseño final de la bomba."

## Preparaciones del experimento

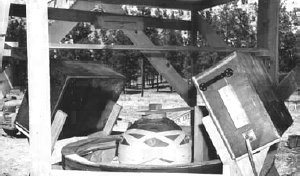
Montaje experimental para el disparo RaLa. 78 el 13 de mayo de 1947, en Bayo Canyon. Cada caja rectangular contiene ocho cámaras de ionización cilíndricas rápidas.

El experimento fue sugerido el 1 de noviembre de 1943 por Robert Serber. La idea era medir la simetría espacial y temporal de la compresión explosiva de una esfera de metal. La prueba mide los cambios de absorción de rayos gamma en el metal de la esfera sometida a compresión. La fuente de rayos gamma se encuentra en el centro de una esfera de metal. El aumento de espesor (capas huecas) y la densidad (esferas sólidas) como la compresión progresiva se detectó como una disminución de la intensidad de los rayos gamma fuera de la esfera; los explosivos de densidad más baja no absorbieron suficiente radiación gamma para interferir con el experimento. Los rayos gamma tuvieron que ser intensos y de la energía correspondiente. Energía demasiada baja, y sería totalmente absorbido en el metal circundante; demasiada alta y la diferencia de la atenuación durante la implosión sería demasiado baja para ser práctica. Los detectores tenían que proporcionar una alta velocidad y área grande; cámaras de ionización rápidas, después en fase de desarrollo, eran los únicos dispositivos disponibles en ese entonces que cumplía los requisitos.
El Lantano-140 fue elegido para tener la energía del rayo gamma emitido correctamente (1,60 megaelectronvolts (MeV), con fracción de 0,49 MeV) y una intensidad de radiación suficiente para proporcionar la señal satisfactoria de las cámaras de ionización, en combinación con una rápida desintegración radiactiva en el estable cerio-140 (reduciendo el riesgo de radiación para los operadores después de un periodo de varias vidas medias). También eran potencialmente disponibles en grandes cantidades debido a que su nucleido predecesor de bario-140 es un producto de la fisión del uranio en abundancia. Como consecuencia, las muestras de lantano-140 contenían pequeñas cantidades de bario-140, el cesio-140 y, especialmente, de estroncio-90, que todavía presenta un problema de contaminación radiactiva en el área de las pruebas. El lantano-140 tiene una actividad específica de 5,57 × 105 Ci / g (20,6 PBq / g); una fuente de 1,000 Ci (37 TBq) La-140 por tanto, es igual a aproximadamente 1,8 mg de lantano.
Una muestra de radiolantano, se precipitó en una punta de un cono pequeño, seguido por un enchufe, fue reducido en el centro de la esfera de metal montado en un dispositivo parecido a una caña de pescar. El cono y el enchufe se unieron con el centro metálico del conjunto, formando una esfera de metal. Una sección de la lente explosiva luego fue devuelto a su lugar por encima de la esfera. Varias, normalmente cuatro, cámaras de ionización se encuentran alrededor de la preparación experimental. Inmediatamente después de la detonación que generan señales que se muestran en los osciloscopios en un refugio a prueba de explosiones o de un laboratorio móvil en un tanque, a 150 pies (45,72 m) de distancia, y los rastros del osciloscopio grabados en cámaras. Una medición de calibración se realiza antes y después de cada prueba. Las cámaras de ionización y sus preamplificadores eran destruidos durante la explosión, pero su diseño simple permite su producción en cantidades suficientes.
Las cámaras de ionización eran cilíndrica, de 2 Pulgadas (51 mm) de diámetro, 30 Pulgadas (760 mm) de largo, con un alambre a lo largo del eje longitudinal. Estaban rellenas de una mezcla de argón y dióxido de carbono en un 4,5 (460 kPa). Ocho cámaras se disponen en una bandeja y conectados en paralelo; cuatro bandejas se encuentran en un tetraedro alrededor del conjunto experimental, la grabación de la radiación gamma alrededor de la esfera, lo suficientemente cerca para dar una señal y lo suficientemente lejos para no ser destruido por la explosión antes de que pudieran registrar la información requerida. La iniciación de los explosivos se realizó inicialmente por un sistema Primacord multipunto. Los resultados fueron erráticos, ya que las detonaciones no se sincronizaron suficientemente. Se obtuvieron muchos mejores después de febrero de 1945, cuando estuvo disponible la explosión de detonadores-hilo puente, desarrollado por el grupo G-7 de Luis Álvarez,.
Como el plutonio no estaba disponible, se sustituyó por material con propiedades mecánicas similares. El uranio empobrecido, no era óptimo debido a su opacidad de la radiación; hierro, cobre y cadmio eran otras opciones. El cadmio fue la elección para la mayoría de las pruebas. El primer disparo se realizó con una maqueta de hierro del núcleo de plutonio.
La señal resultante era una inmersión rápida, que corresponde a la compresión de la esfera de cadmio, seguido de un aumento más lento, correspondiente a la descompresión y después de la dispersión de la esfera y el lantano. Las diferencias entre los cuatro rastros en la pantalla del osciloscopio, cada uno que indica la compresión media en la dirección del detector, permitió evaluar la precisión de la sincronización requerida de los detonadores.
La fuente RaLa eran muy radioactiva. Debía ser bajada al aparato de prueba mediante una varilla larga un 10 pies (3.048 m). Las pruebas se observaron inicialmente a partir de un tanque sellado Sherman M4; el laboratorio móvil consistía en dos tanques. Cada experimento se supone que contaminaba un área de aproximadamente 3000 m2 (32,000 sq ft) por alrededor de un año y medio. Cuando el radio bario fue retirado de la radiolantano, los niveles de contaminación a corto plazo resultaron ser insignificante. Los tanques fueron reemplazados con refugios fijos. Uno de los tanques fue luego chapado en plomo, sellados, equipado con suministro de aire autónomo, y se utilizó para la toma de muestras de productos de fisión en los escombros después de la explosión en la prueba de Trinity. Las fuentes planteaban un riesgo considerable de exposición a la radiación; la tasa de exposición de un 1000 Ci:(37 TBq) fuente a 1 metro (3 pies) fue de 1.130 R / h 11.000 R / h a un pie (0,3048 m). Fuentes con las actividades hasta 2300 Ci (85 TBq) se utilizaron en algunas pruebas.

## Seguridad radiológica
El sistema de manipulación a distancia de las muestras tenía defectos; tomó cerca de seis meses para descubrirlos todos. Los químicos, que operaban en las mezclas de productos de fisión con lotes que alcanza hasta 2300 Ci (85 TBq) cada uno, fueron expuestos con frecuencia (accidentalmente) a altas dosis de radiación indeseables. El grupo al momento de manejar por ellos mismos los experimentos fue menos peligroso; operaban en estrecha coordinación con el Grupo de Salud, que estaba a cargo de asegurar que la exposición de radiación de las personas involucradas era tolerable. La contaminación radiactiva planteaba un problema. Las personas que trabajan en el Cañón Bayo tuvieron que cambiarse su ropa y tomar una ducha después del trabajo. A veces todavía activan los detectores en puertas de seguridad.

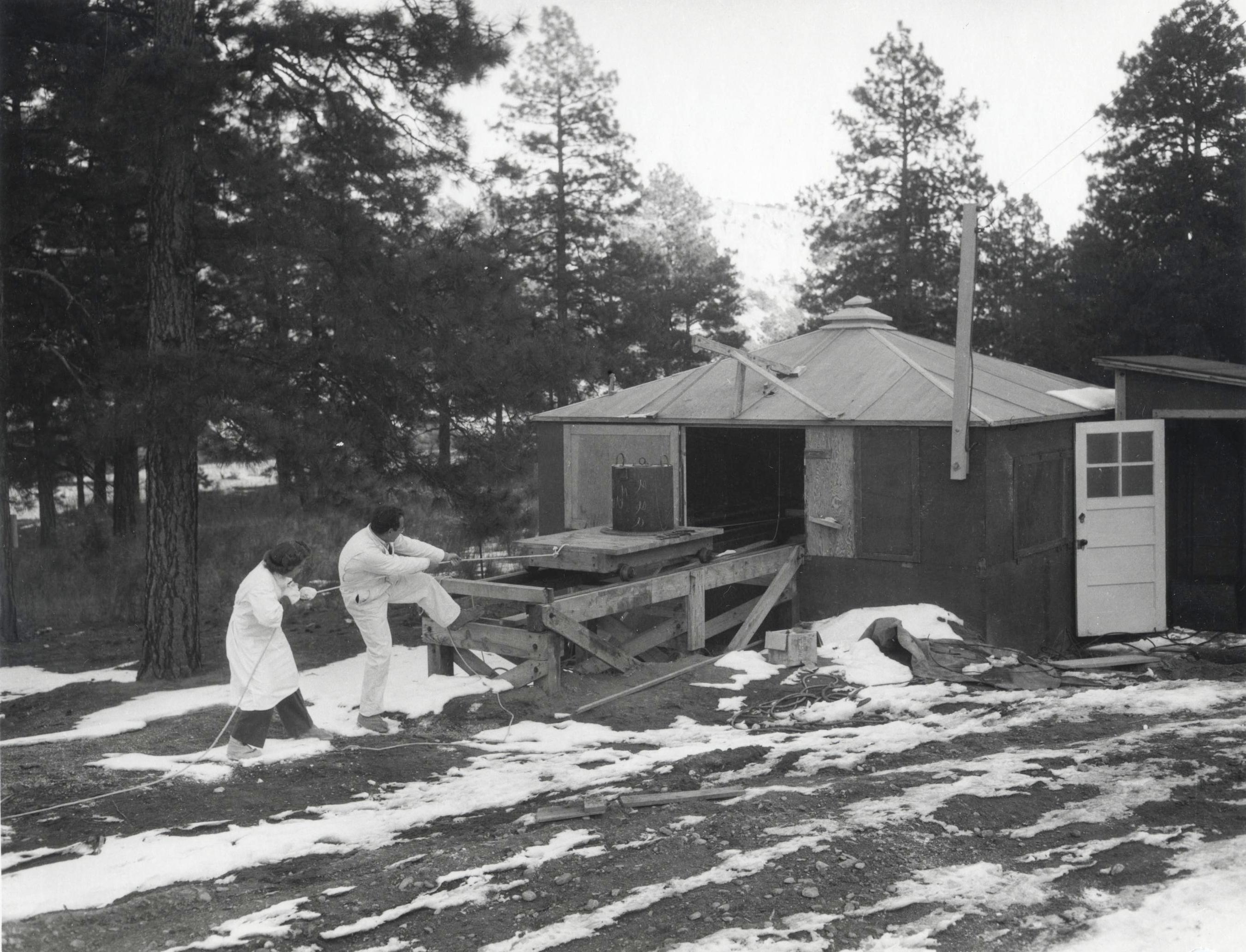
Manipulación a distancia de un 1000 Ci (37 TBq). Fuente de radio de lantano para el experimento RaLa en Los Álamos

Los experimentos se realizaron en el Cañón Bayo en un lugar designado TA-10 ("Área Técnica 10") (pero más comúnmente se conoce como el Cañón del sitio Bayo) en el condado de Los Álamos y cerca de la frontera con el condado de Santa Fe, al noreste de Los Álamos. El sitio tenía varias estructuras reparadas. El lantano-140 se aisló en un edificio de radio química, TA-10-1. Había cuatro lugares de cocción. Los instrumentos para la cocción de los explosivos y el registro de los datos se encuentran en dos edificios de control de detonación (TA-TA-10-13 y 10-15).
Grandes cantidades de lantano radiactivo fueron dispersados por las explosiones; 254 pruebas se realizaron entre 1944 y 1961. En 1948 dos trabajadores recibieron quemaduras por radiación. Los experimentos se llevaron a cabo por lo general cuando el viento soplaba hacia el norte, pero de vez en cuando el viento cambiaban de dirección en la madrugada. En 1949 y 1950, la lluvia radiactiva de las pruebas fue volado sobre algunas partes de la zona de viviendas y una calle; los niveles de radiación en la carretera ocasionalmente alcanzaron 5-10 mR / h, y la carretera tuvo que ser cerrada por un tiempo.
Cada prueba dio a conocer un penacho de lantano radiactivo dispersado. Tres pruebas en 1950 se documentaron donde la radiación liberada fue rastrada por un avión B-17. En una ocasión, fue detectada radiación sobre una ciudad 17 millas (27,36 km) a favor del viento. Estas pruebas fueron concurrentes con las pruebas RaLa, y su objetivo era el desarrollo de los detectores de aire para el seguimiento de aire ráfaga de los ensayos nucleares. El tamaño y la altura de la nube radiactiva se determinó por la cantidad de explosivo utilizado. Durante las primeras 125 pruebas entre 1944 y 1949, la meteorología y el seguimiento de secuelas eran raros, pero entre 1950-1954 se introducirá gradualmente un control más riguroso, y fue exhaustivo después. Según los informes, una nube fue rastreada hasta 70 Millas (112,6 km) a favor del viento, en Watrous, Nuevo México.

## Logística y programación
Para manejar la logística de las pruebas, Luis Álvarez fue nombrado por Robert Oppenheimer, el director del laboratorio de Los Álamos, como el jefe del programa de RaLa; su grupo fue designado E-7, RaLa y el equipo de detonadores eléctricos. Bruno Rossi y físico suizo Hans Staub construyeron las cámaras de ionización y electrónica a finales de la primavera. Al principio, el trabajo procedió a un ritmo pausado como la implosión era solo un proyecto de respaldo; se creía que la bomba de plutonio sería el del diseño de armas nucleares y hasta de tipo pistola. Esto resultó no ser el caso, ya que las primeras pruebas sobre el plutonio del reactor producido a principios de verano 1944 mostraron tasas de fisión espontánea inaceptablemente altos debido a la presencia de plutonio-240, lo que impide el uso del conjunto de la pistola. El 17 de julio el diseño hombre delgado fue abandonado, y todo el esfuerzo se ha centrado en implosión. Para afrontar el reto, el Laboratorio de Los Álamos se reorganizó -X Division (División de Explosivos) y se formó el G-División (División de gadgets, o la División de Arma Física). El grupo de Rossi fue asignado a la División G como G-6, o grupo RaLa; El grupo de Álvarez era G-7, o grupo Eléctrico detonador.
El 25 de julio de 1944, el primer ensayo preliminar fue encendido en el Cañón Bayo como un ensayo, prueba de equipos, y la medición de los tiempos de colapso y velocidades de las ondas de detonación y de choque. El programa se retrasó por alrededor de un mes por los envíos tardíos de radio de bario, la prueba fue prevista para el 15 agosto, esta no se llevó a cabo hasta mediados de septiembre. La primera prueba con radio de bario fue encendida el 22 de septiembre. A finales de agosto y a petición del grupo de Rossi, el grupo RaLa se reformó bajo el liderazgo de Rossi, y Álvarez y su grupo se hizo cargo de la investigación del detonador de explosión a través del hilo puente.  A sugerencia de Robert Christy propuso esferas sólidas en lugar de los huecos destinados originalmente fueron elegidos para el hoyo, con el fin de reducir los problemas con los chorros y el desconchado. La primera esfera sólida RaLa se disparó a principios de diciembre, pero los resultados no fueron concluyentes. El disparo del 14 de diciembre, sin embargo, mostró (en palabras de Robert Bacher) "pruebas definitivas de compresión".
Las primeras pruebas con detonadores eléctricos y pozos sólidos se llevaron a cabo el 7 y 14 de febrero de 1945; hasta ese momento se empleó la iniciación basada Primacord. Los detonadores eléctricos mostraron una mejora significativa en el grado de compresión lograda y la simetría, y se utilizaron en todos los experimentos RaLa desde entonces.  Otros métodos de ensayo fueron también necesarias, como los experimentos RaLa siempre proveía indicaciones únicas sobre la primera formación de la implosión, pero RaLa era el más importante.

## Preparación de radio de lantano

### Preparación de bario-lantano
La vida media del La-140 es de 40.224 horas; se somete a la desintegración beta a estable de cerio-140. Se prepara a partir de bario-140, un producto común de fisión aislado del combustible gastado del Oak Ridge Nacional Laboratory  del Reactor Grafito X-10, y más tarde, después de 1948, también desde el Hanford Site plutonio-239 que producen los reactores nucleares. El bario fue aislado en un laboratorio caliente especialmente diseñado en Oak Ridge y enviado en un embase de plomo a Los Álamos, donde se utilizaba para extraer el lantano. El laboratorio de Oak Ridge fue el primer laboratorio donde se utilizaron manipuladores remotos para el trabajo con materiales radiactivos. La entrega fue realizada por un camión con un equipo de dos personas, conduciendo 1500 Millas (2414 km) sin parar.
En Oak Ridge, los lingotes de uranio se irradiaron durante 40 días, y luego se dejaban enfriar durante 1 a 5 días, posteriormente se disolvían. El bario se extraía luego y la solución se evaporaba; a continuación, el material sólido era enviado a Los Álamos. A partir de 1949, producciones completas estuvieron involucrados hasta en 1728 lingotes (34,5 lotes de 50 lingotes). Hasta 1949, el sitio de producción Oak Ridge que proceda los lingotes de uranio irradian tanto en el lugar como en Hanford; después solo se procesaba el material en Hanford.
Al principio, el aislamiento de bario se realizó en la construcción 3026-C (706-C), donde un laboratorio existente se convierte en 5 meses para este propósito; la primera ejecución se terminó en septiembre de 1944. El 3026-C fue diseñado para trabajar con las fuentes entre 1 y 10 Ci (37 and 370 GBq), pero las condiciones lo obligó a ser adaptado para trabajar con 100 Ci (3.7 TBq) fuentes. Su capacidad era insuficiente ya que la demanda creció. En mayo de 1945, se completó el edificio 3026-D (706-D), adyacente a 3026-C y diseñado para procesar fuentes de hasta 1.000 Ci. La primera producción en el 3026-D fue el 26 de mayo de 1945, el mismo día de la última producción de la instalación 3026-C.
Para marzo de 1949, 31 envíos con un promedio de más de 2.000 Ci cada una se produjeron allí en Los Álamos. La demanda continuó creciendo sin embargo; en julio de 1950, la meta de producción por envío fue de 10 000 Ci (370 TBq), y por la década de 1950 los requisitos subió a 50 000 Ci (1,800 TBq). En 1954 los envíos subieron a 64 805 Ci (2.3978 PBq), y ese año el CEA decidió construir una nueva planta en el Laboratorio Nacional de Idaho para la producción de RaLa. En octubre de 1956, Oak Ridge acabó su recorrido 68.º y último. En total, Oak Ridge procesó más de 30 000 lingotes de uranio y enviado más de 500 000 Ci (19 PBq) a Los Álamos
Durante la preparación de productos de fisión volátiles RaLa fueron puestos en libertad. Cuando se disolvió, un lote de 50 lingotes produjo 2500 Ci (93 TBq) de xenón-133, 1300 Ci (48 TBq) de yodo-131 (altas cantidades, como el combustible tuvo que ser procesado " fresco"), y una pequeña cantidad de criptón-85. Como se utilizaron algunas precauciones para limitar las emisiones de productos de fisión, la producción RaLa fue un importante contribuyente a la contaminación radiactiva en Oak Ridge.  Las emisiones de yodo fueron un factor importante en la decisión de trasladar la facilidad de Idaho. mejoras posteriores permitieron una reducción de las emisiones de yodo a niveles aproximadamente 100 veces menor.
Un grave accidente con liberación de radiactividad se produjo en la instalación 3026-D a las 5 p. m. del 29 de abril de 1954. Después de la disolución del tercer lote de lingotes de uranio, el líquido en el recipiente de disolución no cubría por completo los lingotes por aproximadamente 29 horas, el cual se sobre calentó debido a la descomposición térmica. Cuando se añadió el ácido para el cuarto lote, la reacción violenta con el metal caliente produjo gases y forzó la solución hasta la rampa de carga y las tuberías de los lingotes. El personal del edificio se pusieron sus máscaras de gas y se evacuó el edificio. Los niveles de radiación en el tercer piso del edificio alcanzaron 100 roentgen por hora (R / h), y se redujeron a 100 mR / h para las 7 a. m. del día siguiente. La mayor exposición a una persona fue de 1,25 R de radiación dura y 4,7 roentgen  de radiación suave.

### Preparación de lantano
Después de la entrega del material de bario-lantano a Los Álamos, se almacena en un edificio dedicado en el Cañón del Bayo. Al principio, se utilizó la mezcla de bario y lantano juntos, pero esto dio pie a la contaminación radiactiva indeseable que tardaba mucho tiempo en desaparecer ya que la vida media de bario-140 es de 12,5 días. Poco después, el proceso fue mejorado; el bario se retiró químicamente en forma de sulfato de bario, por doble precipitación a partir de una solución.
El proceso se mejoró de nuevo, para permitir la separación repetida de lantano de la solución de bario, como el lantano construido. Inicialmente, utilizaba un proceso de fosfato, donde el lantano se precipitaba en forma de fosfato de lantano. Esto fue abandonado más adelante, cuando se desarrolló un método de oxalato o hidróxido; el lantano se precipitaba como hidróxido de lantano y luego se conviertía en un precipitado filtrable por la adición de oxalato con una traza de fluoruro. El método oxalato se debía realizar rápidamente, ya que el ion oxalato era susceptible a la radiolisis y el lantano tenido la tendencia a volver a entrar en la solución. El proceso de oxalato se podría realizar mediante dispositivos operados a distancia. Los lotes contenían alrededor de 100 Ci (3,700 GBq) de radio de lantano, los más altos niveles de radiación que las personas habían trabajado en ese momento.  Se tuvieron que diseñar herramientas especiales para el manejo de materiales calientes. Ladrillos de plomo se utilizaron para blindar fuerza. El límite de la dosis de radiación para el personal que se estableció en 500 mrem (5 mSv) por la preparación fuente. A veces se superó este límite; una vez que la dosis recibida fue de 2 rem (20 mSv).
El proceso de mejora que separó el lantano de la solución de cloruro de bario tenía la ventaja de que el bario podría ser "ordeñado" en varias ocasiones, aumentando el rendimiento y permitiendo hacer con el radio de lantano más experimentos. Los problemas de contaminación radiactiva con bario-140, con su media vida de 12,5 días, se eliminaron; la cantidad de contaminación de estroncio-90 también se redujo significativamente. El uso de lantano purificado también permitió el uso de una cantidad mucho más pequeña de material en las propias pruebas. Equipos semiautomáticos para el "ordeño de lantano" (el isótopo de bario-140 fue apodado una "vaca") fue construido en un área a una distancia suficiente, lo que evitó que la construcción requiriera mucho tiempo de un edificio fuertemente blindado. Desde el principio, el proceso fue un obstáculo cuando las impurezas de hierro y otros metales, introducidos probablemente en un contenedor de transporte irradiado, se encontró en peligro su precipitación con el fosfato de lantano mediante la formación de geles de fosfato que obstruyen los filtros. Este problema se resuelve con contenedores. Un proceso de "ordeño" similar se utiliza ahora para la preparación de tecnecio-99m, que se utiliza en la medicina nuclear, de una "vaca" de molibdeno-99 en los generadores de tecnecio-99m.
El proceso de separación se realiziaba en una instalación en Cañón del Bayo, en el edificio de radioquímica, designado TA-10-1. El lantano separado se enviaba al sitio de prueba en un barril de plomo en la parte trasera de un camión.  En 1951, el trabajo de separación se trasladó a TA-35. Las pruebas se realizaron en un mes.

## El progreso de la posguerra
La tecnología mejoró, y en 1951 las cuatro cámaras de ionización fueron reemplazados por veinte contadores de centelleo, utilizando cada uno de cinco galones de un contador de centelleo líquido. Los flashes de 100 galones (380 l; 83 imp gal) de centelleo eran extraordinariamente brillante en los tiempos de la mañana cuando se llevaron a cabo las pruebas. La prueba RaLa continuaron hasta 1962, tras lo cual fueron sustituidos por más métodos avanzados. Actualmente varios métodos que se utilizan para la prueba hidrodinámica.

## Contaminación a largo plazo
El Lantano-140 tiene una vida media corta de algunas 41 horas, y no es una amenaza después de un tiempo bastante corto. Otros radioisótopos, presentes como impurezas, tienen una larga vida media para presentar un problema potencial incluso décadas después de los ensayos; En 2002, el Laboratorio Nacional de Los Álamos emitió una advertencia para el condado de Los Álamos y el adelgazamiento de la realización del Servicio Forestal de los árboles en la zona para no quitar los árboles cortados en varias partes del Cañón Bayo debido al posible contenido de materiales. Las zonas más afectadas están cercadas, ahí se pueden detectar radioisótopos presentes en la tierra, los insectos y los árboles en las áreas circundantes. La población vecina no se le informó acerca de las pruebas hasta mediados de la década de 1990, y Los Álamos se negó a desclasificar la documentación.